# Casa consistorial de San Fernando

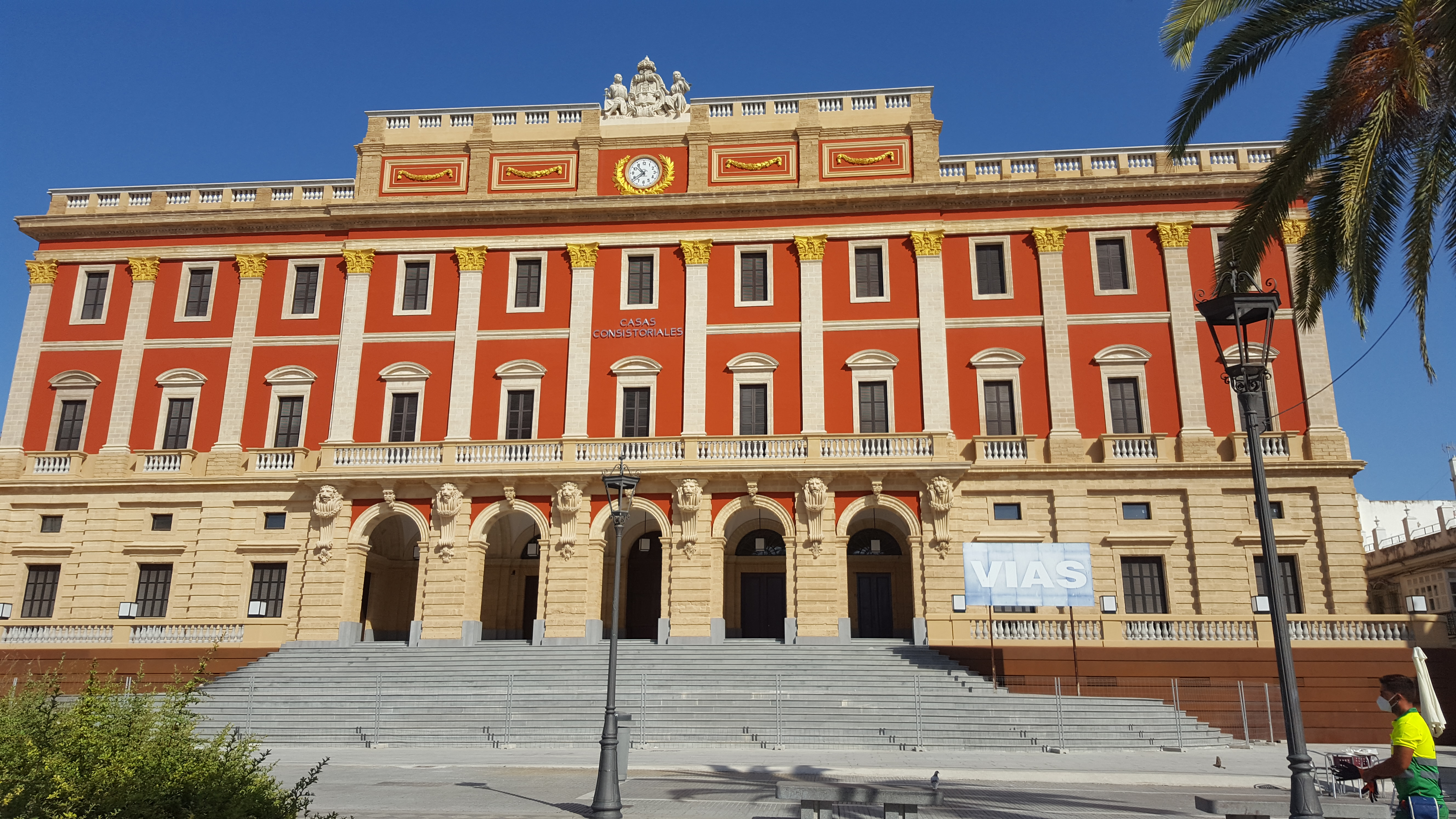
Casa consistorial de San Fernando

Casa consistorial de San Fernando là một tòa nhà chứa các cơ quan hành chính của San Fernando, Cádiz ở Cádiz (tỉnh), Andalucía, Tây Ban Nha.
Đây là một tòa nhà theo kiến trúc Tân cổ điện, nằm ở Plaza de España và được xem là hội trường thành phố lớn nhất ở Andalusia và lớn thứ 3 ở Tây Ban Nha. Công việc xây dựng bắt đầu từ giữa thế kỷ 18 dưới sự chỉ đạo của Torcuato Cayon cho đến tận thế kỷ 19.